# میشائیل هینتس
میشائیل هینتس (انگلیسی: Michael Hinz؛ ۲۸ دسامبر ۱۹۳۹ – ۶ نوامبر ۲۰۰۸) بازیگر و صداپیشه اهل آلمان بود.
از فیلم‌ها یا برنامه‌های تلویزیونی که وی در آن نقش داشته است می‌توان به کشتی راهنما، طولانی‌ترین روز و زندگی عجیب و غریب بارون فریدریش فون در ترنک اشاره کرد.